# Larry LaLonde
Pour les articles homonymes, voir Lalonde.
Larry « Ler » LaLonde (né le 12 septembre 1968 à Richmond, Californie) est un guitariste américain membre du groupe Primus avec Les Claypool et Tim Alexander.

## Biographie

### Débuts
À l'origine inspiré par des guitaristes comme Frank Zappa, East Bay Ray, Jerry Garcia, Jimi Hendrix, et son professeur Joe Satriani, LaLonde s'intéresse ensuite aux groupes pionniers du thrash metal comme Metallica et Slayer. LaLonde crée son premier groupe au lycée, un groupe de speed metal appelé Blizzard. Larry quitte ensuite le groupe pour rejoindre le groupe de death metal de première génération Possessed. Leur premier album, Seven Churches, sort en 1985 alors que LaLonde n'a que 17 ans.
Possessed sort deux albums au succès plus limité avant de se dissoudre en 1987. LaLonde rejoint alors le groupe de thrash metal expérimental Blind Illusion pour un album, The Sane Asylum en 1988. C'est à ce moment que Larry se lie d'amitié avec Les Claypool, qui l'invite à remplacer Todd Huth dans son propre groupe de funk metal Primus.

### Primus
Avec LaLonde sur scène, Primus enregistre leur premier album live, Suck On This en 1989, suivi de l'album studio Frizzle Fry en 1990, puis Sailing The Seas Of Cheese en 1991. Leur prochain album, Pork Soda, atterrit au top 10 du Billboard magazine en 1993. Tales from the Punchbowl arrive en 1995, avec le titre le plus connu de Primus, Wynona's Big Brown Beaver, qui  est nommé pour le Grammy de la meilleure performance rock en 1996. Les deux albums suivants, Brown Album (1997) et Antipop (1999), connaissent moins de succès, et le groupe fait une pause en 2000.
Pendant cette période, LaLonde crée le groupe expérimental alternatif No Forcefield avec le troisième membre de Primus Brian Mantia, qui sort deux albums entre 2000 et 2002. Primus se réunit en 2002 avec le batteur d'origine Tim Alexander, et sort le DVD/EP Animals Should Not Try To Act Like People en 2003 et un DVD live, Hallucino-Genetics en 2004. Larry LaLonde prépare actuellement un album avec Primus.

## Discographie
- Possessed - Seven Churches (1985)
- Possessed - Beyond the Gates (1986)
- Possessed - The Eyes of Horror (1987)
- Blind Illusion - The Sane Asylum (1988)
- Primus - Suck on This (1989)
- Primus - Frizzle Fry (1990)
- Primus - Sailing the Seas of Cheese (1991)
- Primus -  Miscellaneous Debris (1992)
- Primus - Pork Soda (1993)
- Primus - Tales from the Punchbowl (1995)
- Primus - Brown Album (1997)
- Primus - Rhinoplasty (1998)
- Primus - Videoplasty (1999)
- Primus - Antipop (1999)
- No Forcefield- Lee's Oriental Message (2000)
- No Forcefield- God Is An Excuse (2001)
- Primus - Animals Should Not Try to Act Like People (2003)
- Primus - Hallucino-Genetics Live 2004 (2004)
- Primus - They Can't All Be Zingers (2006) (Best-of)
- Primus - Green Naugahyde (2011)
- Primus - Primus & the Chocolate Factory with the Fungi Ensemble (2014)
- Primus - The Desaturating Seven (2017)